# Lysande utsikter (film, 1998)
Lysande utsikter är en amerikansk romantisk dramafilm från 1998. En filmatisering av Charles Dickens roman från 1861 med samma namn, skriven och regisserad av Alfonso Cuarón och med Ethan Hawke, Gwyneth Paltrow, Hank Azaria, Robert De Niro, Anne Bancroft och Chris Cooper i huvudrollerna. Originalromanen utspelar sig 1812-1827 i London men filmen utspelar sig istället i 1990-talets New York.